# يحيى أبو طبيخ
يحيى أبو طبيخ (9 أكتوبر 1980) اللاعب السابق في صفوف المنتخب الأردني للمصارعة والمدرب الحالي للمنتخب الأردني بدأ ممارسة رياضة المصارعة في سن العاشرة مع نادي الرائد وإنضم إلى صفوف المنتخب للمرة الأولى عام 1996 واعتزل في عام 2016.

## انجازاته
حقق يحيى أبو طبيخ الميدالية الفضية في دورة الألعاب الآسيوية عام 2006 في قطر كما أنه توج بأربع ميداليات برونزية في بطولات آسيا للرجال 2007 في قيرغيزستان، 2009 في تايلاند، 2011 في أوزبكستان، والهند عام 2013.
كما توج أبو طبيخ بثلاث ميداليات ذهبية في الدورات العربية في عام 1999 بالأردن و2007 في مصر و2011 في قطر وفاز أيضاً بثلاث ميداليات في البطولة العربية للمصارعة أعوام 2007 و2010 و2011.
وفاز يحيى أبو طبيخ بالعديد من الميداليات في بطولات دولية مُختلفة وحاز على وسام اللاعب المميز من الاتحاد الدولي في عام 2015 وترشح كذلك لجائزة السوسنة السوداء لأفضل رياضي في الأردن أعوام 2006 و2007 و2010.